# Vatnajökull
Il Vatnajökull (pronuncia islandese : /vahtnaˌjœːkʏtl̥/) è una cappa di ghiaccio situata nell'Islanda sudorientale: con una superficie di circa 7700 km², è la più grande d'Europa per volume e la seconda per estensione dopo l'Austfonna, ubicata sull'isola di Nordaustlandet e appartenente all'arcipelago norvegese delle Svalbard. È la quarta massa di ghiaccio al mondo dopo la calotta glaciale antartica, la calotta glaciale groenlandese e il Campo de Hielo Sur in Patagonia.

## Descrizione
Il Vatnajökull ha uno spessore medio di 380 metri e massimo di 950 metri,e contiene circa 3100 km³ di ghiaccio. Si sviluppa fino alla quota massima di 2110 metri, con una quota media di 1215 m. La superficie rocciosa al di sotto del ghiacciaio è costituita da un altopiano con un'altezza media di 670 metri. 
L'estensione complessiva è di poco inferiore a quella della Corsica, coprendo circa l'8% dell'Islanda. Dal 1995 il ghiacciaio ha un bilancio di massa negativo, ovvero si osserva una riduzione del volume totale di ghiaccio. Questo calo è più forte nella parte occidentale e meridionale della calotta.

### Ghiacciai vallivi
Dalla cappa del Vatnajökull si originano circa 30 ghiacciai vallivi tra i quali il Breiðamerkurjökull, il Brúarjökull, il Hoffellsjökull ed il Dyngjujökull.

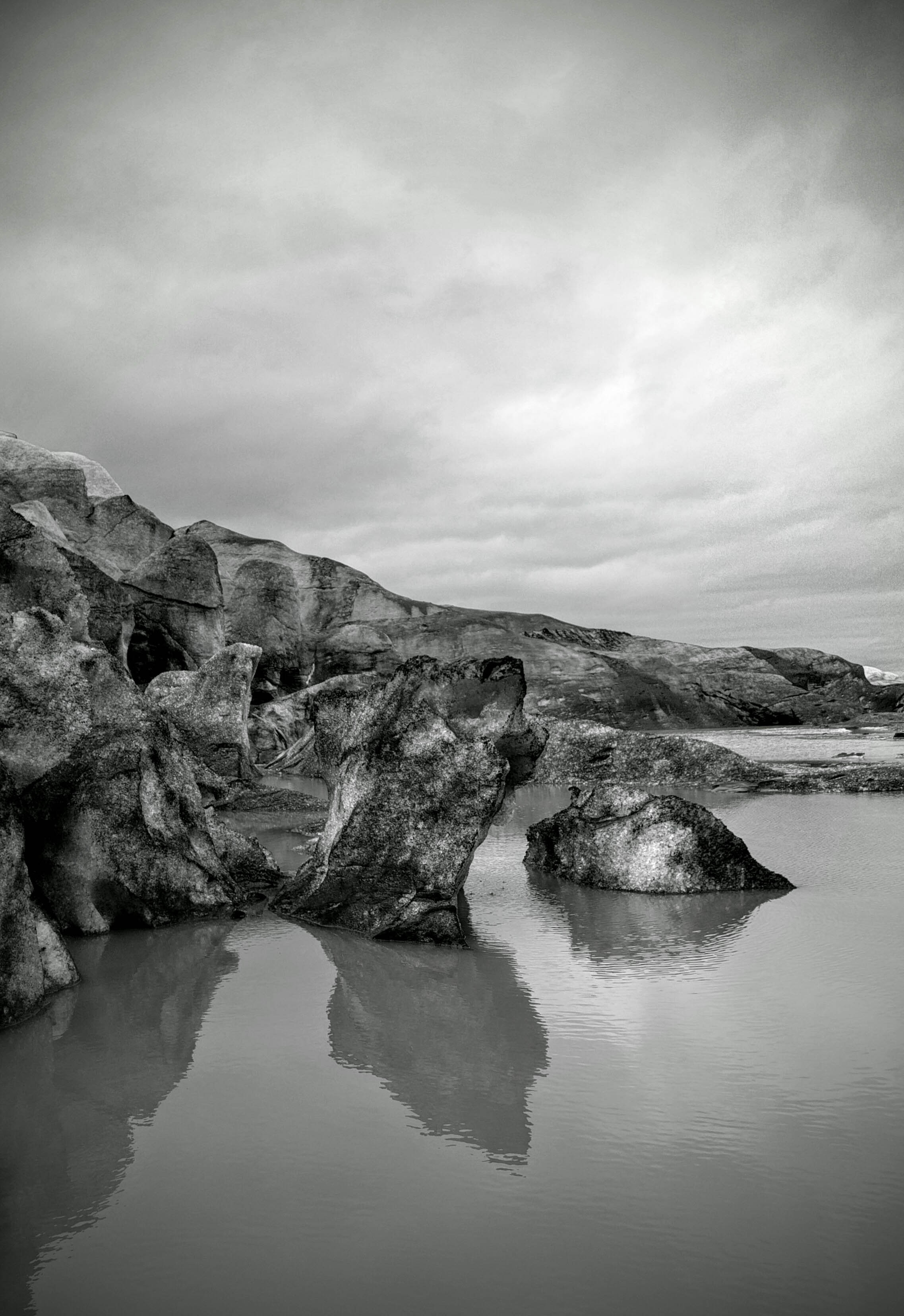
Ghiacciaio Fláajökull

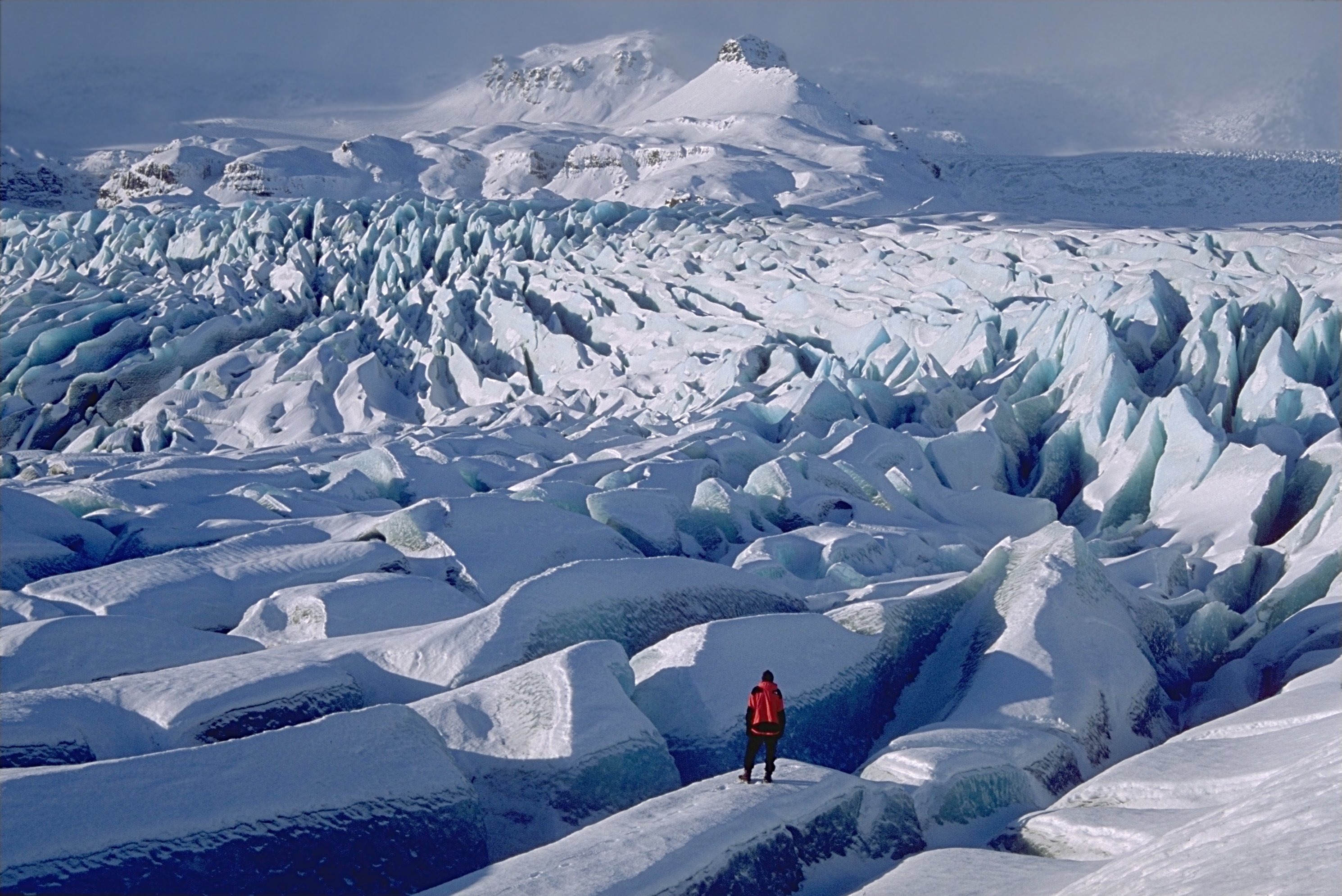
Breiðamerkurjökull, parte del Vatnajökull vicino a Jökulsárlón

#### Versante meridionale
- Breiðamerkurjökull
- Brókarjökull
- Falljökull
- Fjallsjökull
- Fláajökull
- Heinabergsjökull
- Hoffellsjökull
- Hólárjökull
- Hrútárjökull
- Kvíárjökull
- Lambatungnajökull
- Morsárjökull
- Skaftafellsjökull
- Skálafellsjökull
- Skeiðarárjökull
- Stigárjökull
- Svínafellsjökull
- Viðborðsjökull
- Virkisjökull

#### Versante orientale
- Brúarjökull
- Eyjabakkajökull
- Kverkjökull

#### Versante settentrionale
- Dyngjujökull

#### Versante occidentale
- Köldukvíslarjökull
- Síðujökull
- Skaftárjökull
- Sylgjujökull
- Tungnaárjökul

### Vulcani
Sotto la sua cappa di ghiaccio si trovano diversi vulcani attivi, tra cui il Grímsvötn le cui ultime eruzioni risalgono al 1996 e 1998. L'eruzione del 1996, in particolare, ha sciolto circa 3 km³ di ghiaccio creando un enorme lago glaciale che, a distanza di un mese, si è riversato a valle provocando il jökulhlaup.
La massima cima islandese, lo Hvannadalshnjúkur (2.109,6 m), si trova in una propaggine meridionale della cappa di ghiaccio chiamata Öraefajökull, a pochi chilometri dalla costa.

### Visibilità
Secondo il Guinness dei primati, il Vatnajökull è l'oggetto dalla più ampia visibilità al mondo: in particolari condizioni atmosferiche e di luce può essere visto dallo Slættaratindur, la più alta cima delle Isole Fær Øer, distante 550 km. La validità di questo record è contestata dalle analisi di J.C. de Ferrant.

## Galleria d'immagini

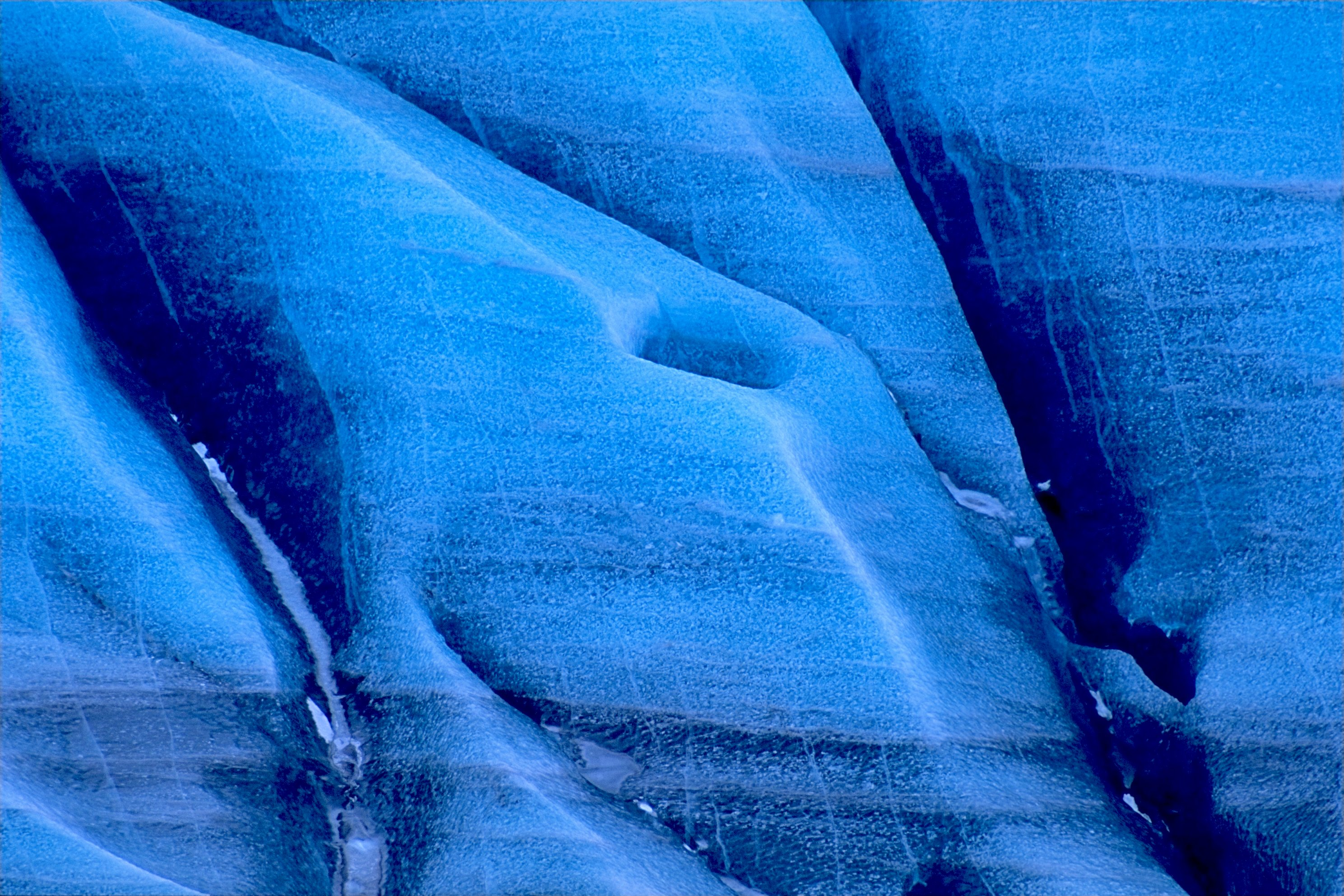
Stratificazioni nel ghiaccio
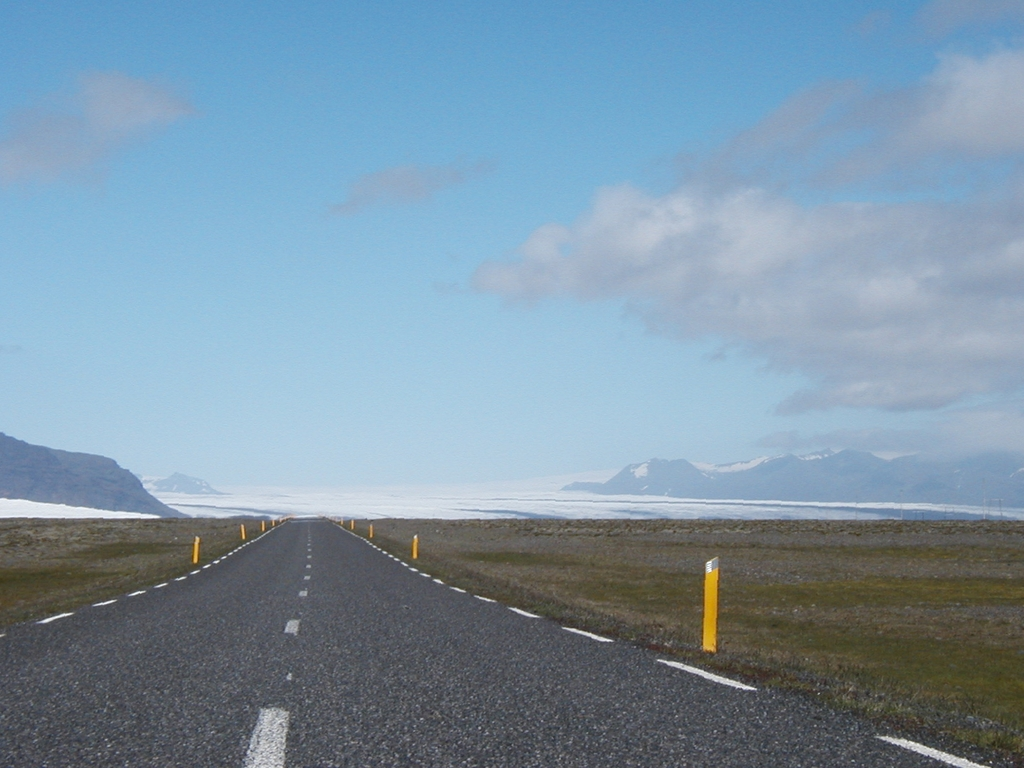
Il ghiacciaio visto verso Jökulsárlón
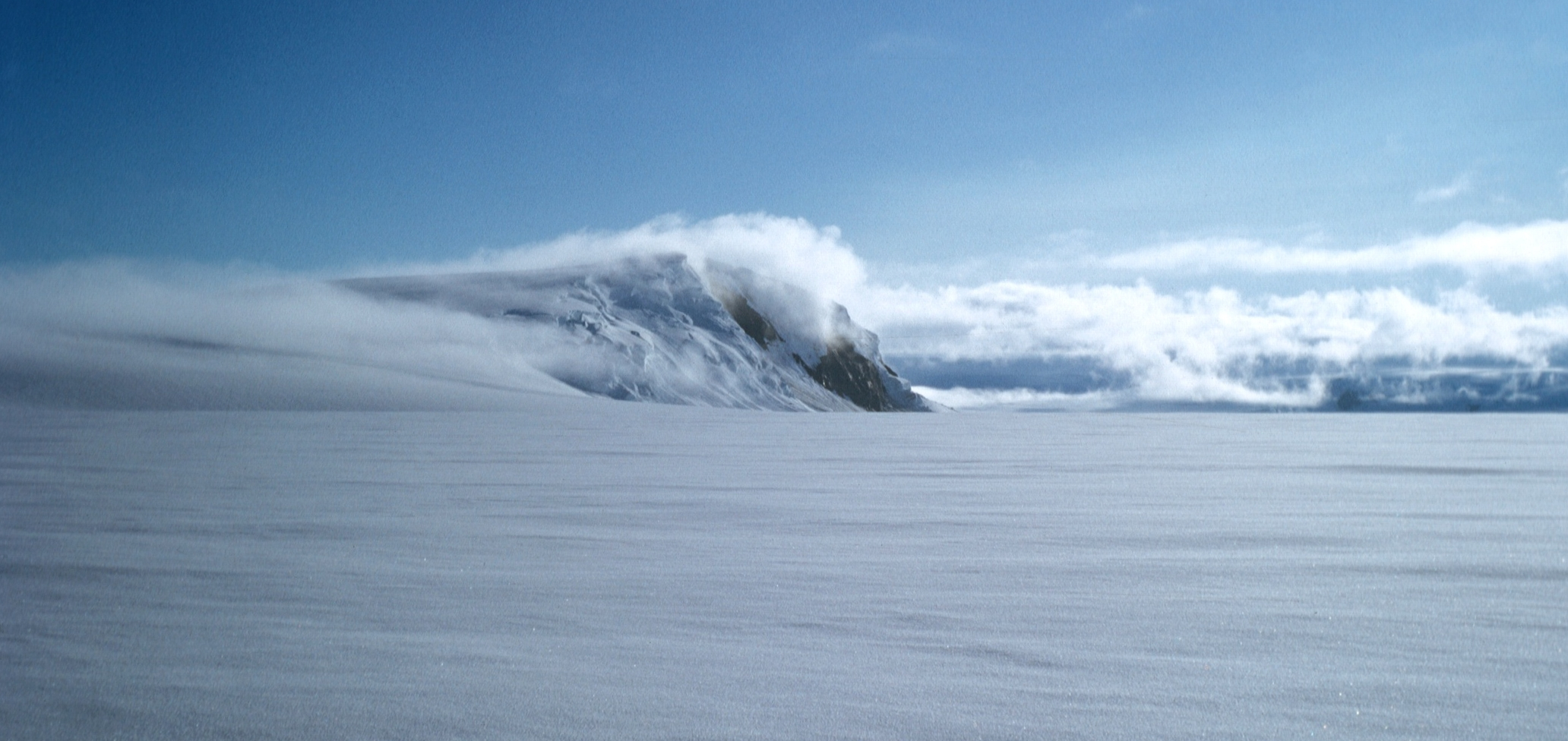
Il ghiacciaio nel 1972
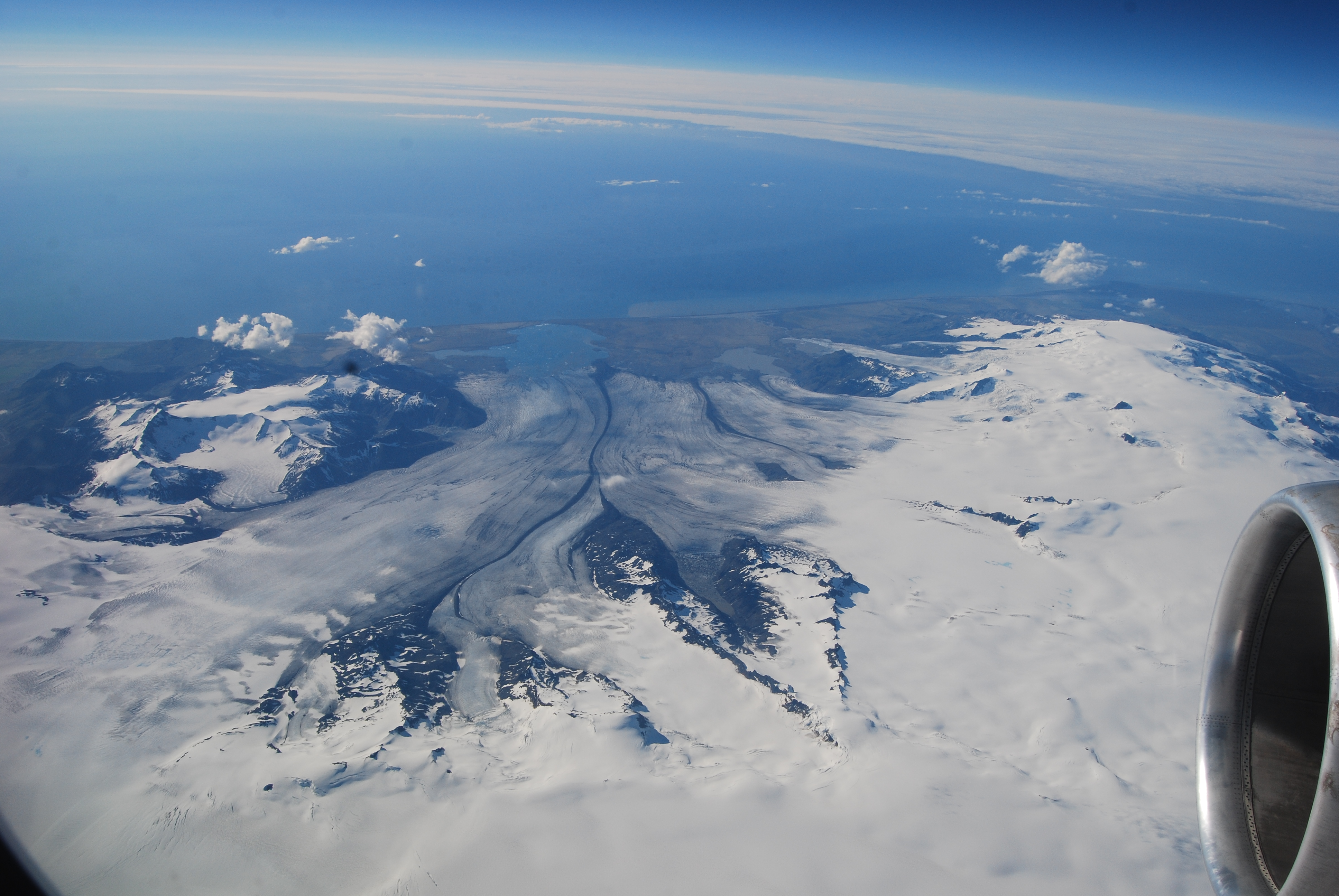
Fotografia aerea del Vatnajökull
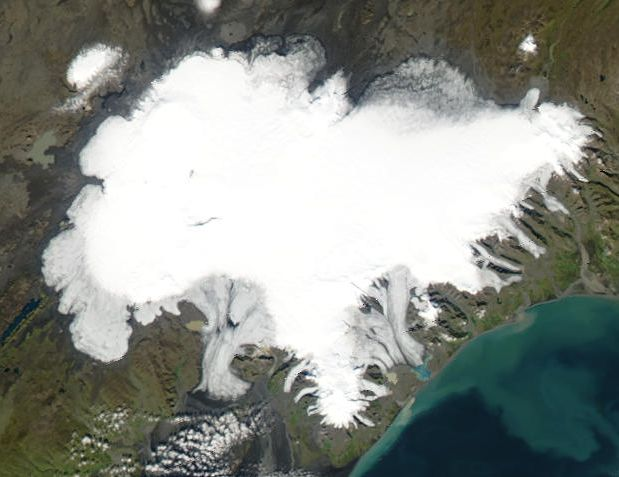
Il ghiacciaio visto dal satellite
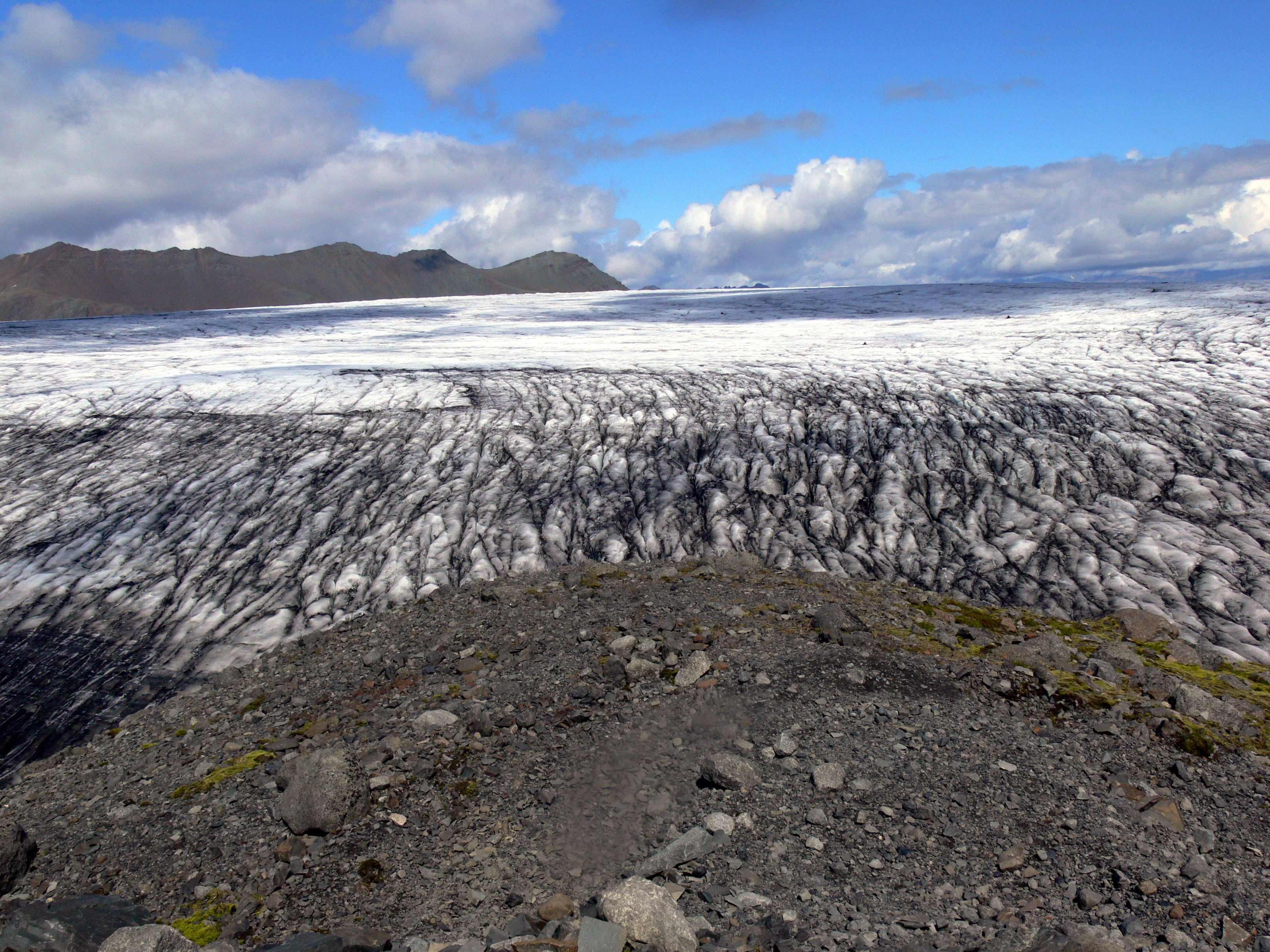
Sultartungnajökull
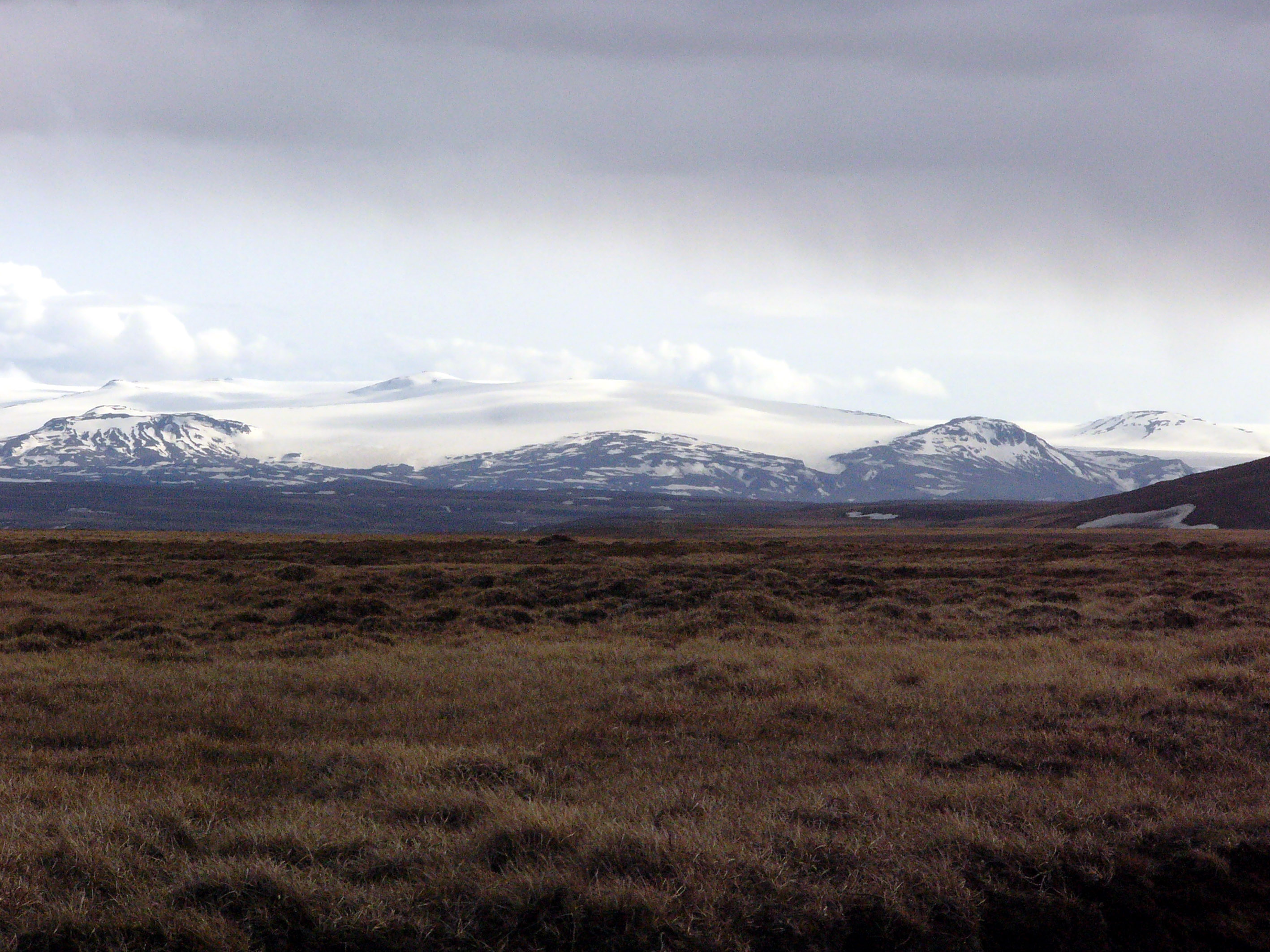
La piana di Miðheiðarháls, sullo sfondo il Vatnajökull
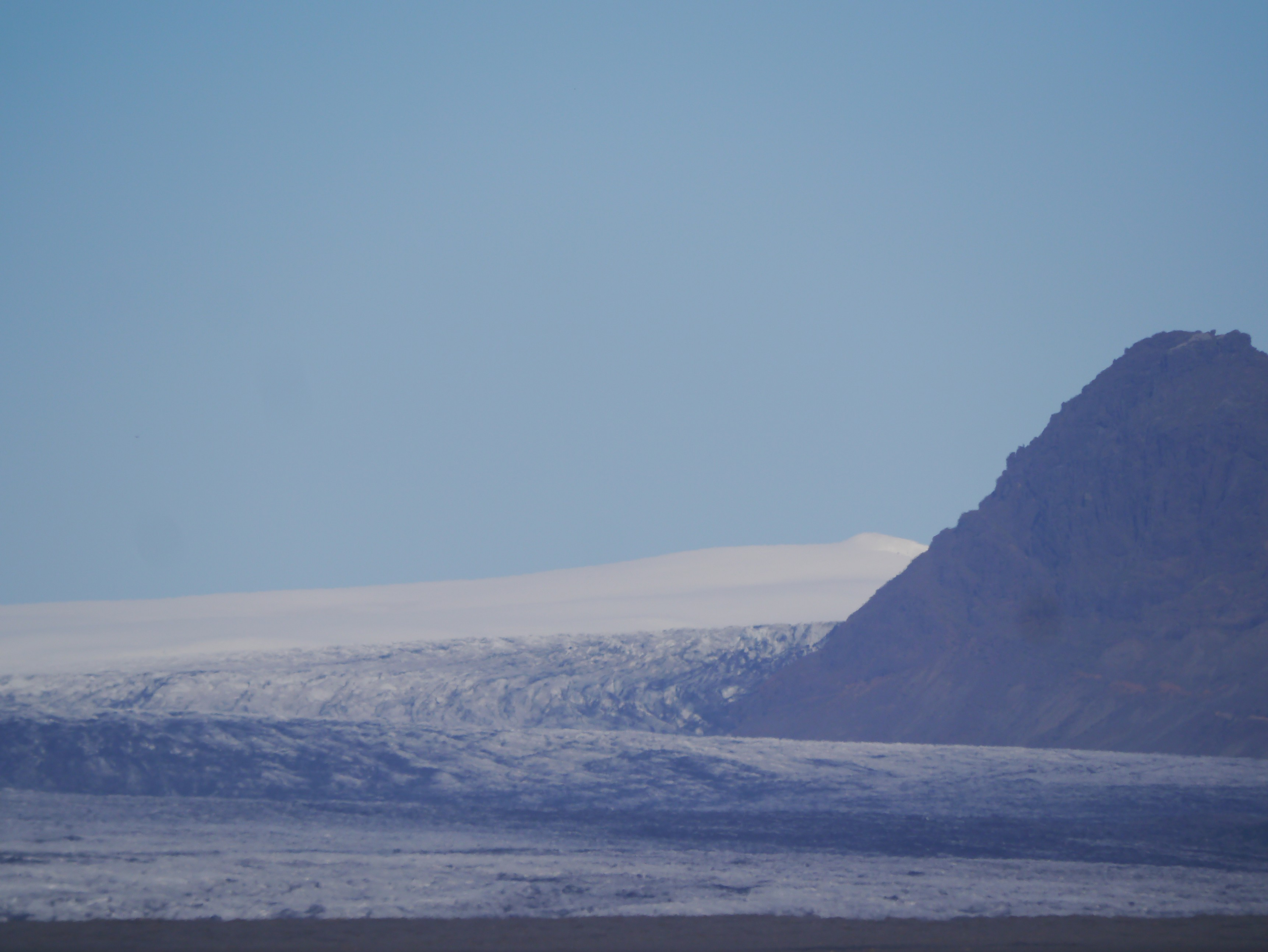
Aspetto del margine meridionale
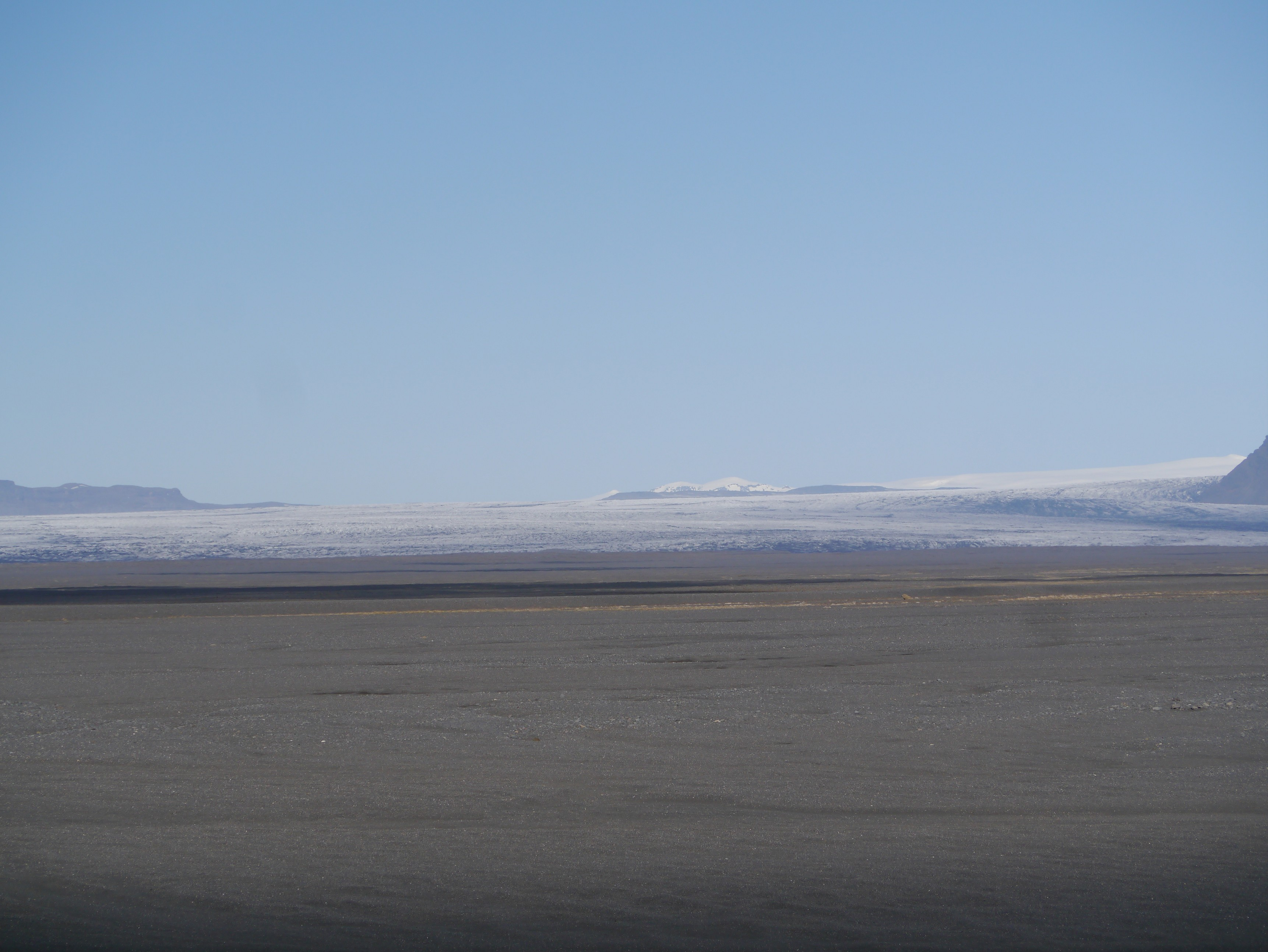
Aspetto del margine meridionale
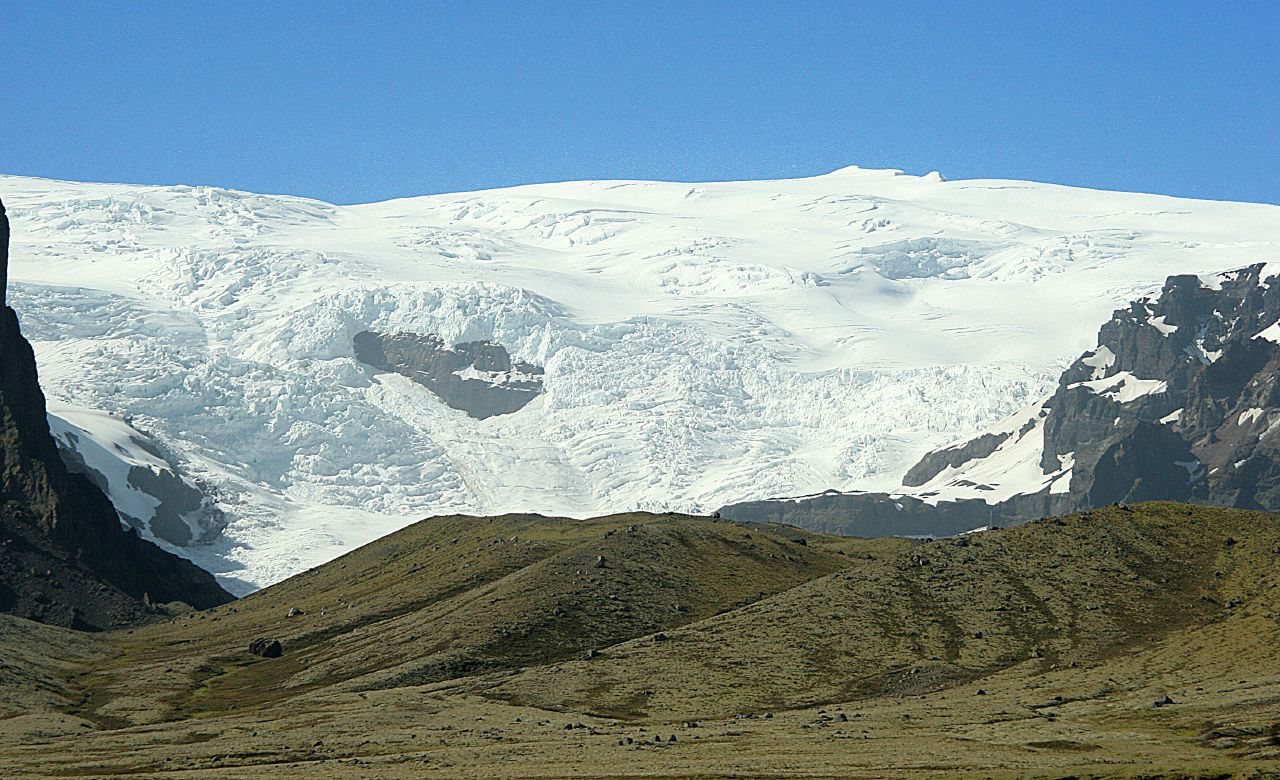
Aspetto del margine meridionale